# 水野正人
水野 正人（みずの まさと、1943年5月25日 - ）は、日本の実業家。元ミズノ代表取締役会長。公益財団法人ボーイスカウト日本連盟理事長。兵庫県芦屋市出身。
祖父はミズノ創業者の水野利八。父はミズノ元会長・社長の水野健次郎。弟はミズノ社長の水野明人。

## 略歴
- 1943年（昭和18年）兵庫県芦屋市に生まれる。
- 1947年（昭和22年）甲南幼稚園に入園。以後、甲南小学校、甲南中学校・高等学校を経る。
- 1966年（昭和41年）甲南大学経済学部卒業。
- 1970年（昭和45年）米国ウィスコンシン州カーセージ大学（Carthage College）理学部に留学し卒業。
- 同年美津濃（現ミズノ）株式会社入社。
- 1980年（昭和55年）ミズノ取締役就任。
- 1984年（昭和59年）ミズノ代表取締役副社長就任。
- 1988年（昭和63年）ミズノ代表取締役社長就任。
- 1996年（平成8年） 国際オリンピックスポーツと環境委員会委員。
- 2001年（平成13年）日本オリンピック委員会理事。

- 2001年（平成13年）世界スポーツ用品工業連盟 会長。

- 2004年（平成16年）藍綬褒章を受章。
- 2006年（平成18年）ミズノ代表取締役会長就任。
- 2007年（平成19年）日本オリンピック委員会副会長就任。

- 2007年（平成19年)（財）日本ゴルフ協会 理事。

- 2011年（平成23年）東京2020オリンピック・パラリンピック招致委員会事務総長就任。職に専念するため[1]ミズノ代表取締役会長を退任。後に、副理事長兼専務理事に役職変更。
- 2012年（平成24年）ミズノ顧問就任。
- 2013年（平成25年）第125次IOC総会での最終プレゼンで大きな身振り手振りを交えたスピーチを行い、東京オリンピック招致の立役者の一人となった。
- 2014年（平成26年）ミズノ相談役会長就任[2]。
- 2014年（平成26年）旭日中綬章を受章[3]。
- 2021年（令和3年）公益財団法人ボーイスカウト日本連盟理事長[4]。
- 2021年（令和3年）日本体育大学名誉博士称号を授与される[5]。

## 出演
- 直撃!トップの決断（BSジャパン、2004年7月4日）
- ワイドナショー（フジテレビ、2013年10月7日）
- おしゃれイズム（日本テレビ、2013年12月29日）